# 76 (album)
76 je prvi studijski album holandskog trens producenta i -a Armina van Bjurena.

## Spisak pesama
1. -{Prodemium - 2:05
2. Precious - 6:58
3. Yet Another Day - 5:24
4. Burned with Desire - 5:53
5. Blue Fear 2003 - 7:33
6. From the Heart - 7:30
7. Never Wanted This - 4:53
8. Astronauts - 5:36
9. Stay - 5:08
10. Wait for You (Song for the Ocean) - 7:12
11. Sunburn - 6:16
12. Communication - 4:16
13. Slipstream - 7:07

}-

## Spoljašnje veze
- „76“ na